# Dactylorhiza guillaumeae
Dactylorhiza guillaumeae är en orkidéart som beskrevs av Charles Jean Bernard. Dactylorhiza guillaumeae ingår i Handnyckelsläktet som ingår i familjen orkidéer. Inga underarter finns listade i Catalogue of Life.